# Mercado de pescado de la cooperativa de Busan
El Mercado de pescado de la cooperativa de Busan (en coreano: 부산공동어시장) es el mercado de pescado más grande de Corea del Sur. Limita con el puerto del Sur en Busan. Más de 30% de la producción de pescado del país pasa a través del mercado. En los últimos años, un gran porcentaje de la captura se ha realizado de jurel, debido al calentamiento de las aguas en el Mar de Japón (Mar del Este). El mercado ocupa una superficie de 166.420 m², de los cuales alrededor del 10% es un área de trabajo en refrigeración. 
El mercado abrió por primera vez el 1 de noviembre de 1963, en el sitio actual de la terminal internacional de ferry de Busan. Se trasladó a su actual ubicación en 1973.